# Hrabstwo Loudoun

Piramida wieku hrabstwa

Hrabstwo Loudoun – hrabstwo w USA, w stanie Wirginia, według spisu z 2000 roku liczba ludności wynosiła 169599. Siedzibą hrabstwa jest Leesburg.

## Geografia
Według spisu hrabstwo zajmuje powierzchnię 1350 km², z czego 1347 km² stanowią lądy, a 3 km² – wody.

### Miasta
- Hamilton
- Hillsboro
- Leesburg
- Lovettsville
- Middleburg
- Purcellville
- Round Hill

### CDP
- Arcola
- Ashburn
- Belmont
- Brambleton
- Broadlands
- Cascades
- Countryside
- Dulles Town Center
- Lansdowne
- Loudoun Valley Estates
- Lowes Island
- Moorefield Station
- Oak Grove
- South Riding
- Sterling
- Stone Ridge
- Sugarland Run
- University Center

### Sąsiednie hrabstwa
- Hrabstwo Fairfax
- Hrabstwo Prince William
- Hrabstwo Fauquier
- Hrabstwo Jefferson (Wirginia Zachodnia)
- Hrabstwo Clarke
- Hrabstwo Washington (Maryland)
- Hrabstwo Frederick (Maryland)
- Hrabstwo Montgomery (Maryland)